# Тања Ступар Трифуновић
Тања Ступар Трифуновић (Задар, 1977) српска је књижевница. До сада је објавила четири књиге поезије и једну књигу прича. Добила је неколико значајних награда за поезију и прозу.

## Биографија
Дипломирала је на Филозофском факултету, Одсјек српски језик и књижевност у Бањалуци. До сада је објавила четири књиге поезије и једну књигу прича.
Поезија јој је награђивана и превођена на енглески, њемачки, пољски, словеначки, македонски, мађарски, дански и француски. Књига „О чему мисле варвари док доручкују”, као најбоља књига поезије објављена у БиХ у 2007/08, номинована је за Књижевну награду за Источну и Југоисточну Европу (CEE Literature Award), гдје се нашла у ужем избору у оквиру којег је ауторка награђена резиденцијалним боравком у Бечу. Књига „Главни јунак је човјек који се заљубљује у несрећу” награђена је Књижевном наградом „Фра Грго Мартић” за најбољу књигу поезије 2009. године.
Заступљена је у више антологија и избору из поезије и прозе, у земљи и иностранству. Уредница је Часописа за књижевност, умјетност и културу „Путеви”.

## Дела
- О чему мисле варвари док доручкују
- Главни јунак је човјек који се заљубљује у несрећу
- Сатови у мајчиној соби
- Змијштак